# Зубарах
Зубарах (араб. الزبارة) — стародавнє, нині зруйноване місто, рештки якого розташовані в пустелі на північно-західному узбережжі Катару, на території муніципалітету Еш-Шамаль, неподалік села Айн Аль-Нуаман.

## Географія
Зубарах розташований на березі Перської затоки за 105 кілометрів від столиці Катару, Дохи.

## Історія
Місто було засновано купцями з Кувейту в середині XVIII століття.
У давнину Зубарах був центром торгівлі й перлинного промислу. Розташовувався на перетині торгових шляхів між Ормузькою протокою та західною частиною Перської затоки. Нині його руїни є одним з найбільших і таких, що добре збереглись, прикладів торгових міст Перської затоки XVIII—XIX століть.

## Археологія
Площа руїн міста становить близько 400 га (60 га — територія, оточена міськими стінами). Як археологічна пам'ятка Зубарах включає руїни укріпленого міста з внутрішніми стінами більш пізнього зведення та збудованими раніше зовнішніми, гавань, морський канал і Форт Зубарах, збудований пізніше за решту об'єктів.
2013 року Зубарах було внесено до Списку об'єктів світової спадщини ЮНЕСКО.